# Asanada lindbergi
Asanada lindbergi är en mångfotingart som beskrevs av Imre Loksa 1971. Asanada lindbergi ingår i släktet Asanada och familjen Scolopendridae.
Artens utbredningsområde är Afghanistan. Inga underarter finns listade i Catalogue of Life.